# Nanyangosaurus zhugeii
Nanyangosaurus zhugeii es la única especie conocida del género extinto Nanyangosaurus ("reptil de Nanyang") de dinosaurio ornitópodo iguanodóntido, que vivió a finales del período Cretácico, hace aproximadamente entre 94 a 72 millones de años, desde el Turoniense al Campaniense, en lo que hoy es Asia. Nanyangosaurus medía aproximadamente entre 4 a 5 metros de largo y 1,5 de alto. Tenía los tres dedos del medio de la mano unidos para ayudar en la locomoción, el pulgar más grande y terminado en una punta. En el miembro posterior los dedos formaban un casco. La longitud del fémur es de 517 milímetros. Las extremidades anteriores eran relativamente largas con una mano larga. El primer dígito de la mano estaba completamente ausente, incluido el primer metacarpiano ; Según los descriptores, esto no fue un accidente de preservación, sino la condición real del animal vivo. La especie no habría poseído la punta del pulgar típica de sus parientes. El holotipo fue hallado en Neixiang, Provincia de Henan, China en el año 1994. Fue anunciado en un informe de 1999 y aparece publicado por Xu, Zhao, Lü, Huang, Li y Dong, en 2000. El nombre de la especie, N. zhugeii, es colocado por el filósofo y estratega de la antigüedad, Zhuge Liang. El espécimen holotipo IVPP V 11821 fue excavado en la formación Xiaguan que data desde el Turoniense al Campanienes. Consiste en un esqueleto parcial que carece del cráneo. Se han conservado 8 vértebras dorsales posteriores, un sacro de 6 vértebras y una cola de treinta y seis vértebras, junto con un isquion parcial , una extremidad anterior y una posterior. Los descriptores consideraron que Nanyangosaurus era de la edad de Albiense debido a su primitividad, pero ahora se cree que el horizonte tipo es el intervalo turoniense-campaniense basado en fósiles de plantas e invertebrados. Según un análisis cladístico realizado por los descriptores, Nanyangosaurus era un miembro basal de la Iguanodontia , más derivado que Probactrosaurus y estrechamente relacionado con la Hadrosauroidea .